# Закон за биологичното разнообразие
Законът за биологичното разнообразие е български закон, който регламентира опазването на биологичното разнообразие в България, както на видово ниво, така и на ниво местообитания, а също регулира търговията с диви растения и животни съгласно Конвенция за международна търговия със застрашени видове от дивата фауна и флора. Той отразява в българското законодателство и нормите на Европейския съюз в областта на опазване на биологичното разнообразие.
Обнародван е в Държавен вестник, бр.77 / 09.08.2002 г. (последно изменение и допълнение, ДВ бр. 98 / 27.11.2018 г.).

## Основни положения
| „ | Чл. 1. (1) Този закон урежда отношенията между държавата, общините, юридическите и физическите лица по опазването и устойчивото ползване на биологичното разнообразие в Република България. (2) Биологичното разнообразие е многообразието на всички живи организми във всички форми на тяхната естествена организация, техните съобщества и местообитания, на екосистемите и процесите, които протичат в тях. (3) Биологичното разнообразие е неразделна част от националното богатство и опазването му е приоритет и задължение за държавните и общинските органи и гражданите. Чл. 2. Този закон цели: 1. (изм. – ДВ, бр. 94 от 2007 г.) опазването на представителни за Република България и за Европа типове природни местообитания и местообитания на застрашени, редки и ендемични растителни, животински и гъбни видове в рамките на Национална екологична мрежа; 2. (изм. – ДВ, бр. 94 от 2007 г.) опазването на защитените растителни, животински и гъбни видове от флората, фауната и микотата на Република България, както и на тези, които са обект на ползване и търговия; 3. опазването на генетичните ресурси и разнообразието на растителни и животински видове извън естествената им среда; 4. регулиране на въвеждането на неместни и повторното въвеждане на местни растителни и животински видове в природата; 5. регулиране на търговията с екземпляри от застрашени видове от дивата флора и фауна; 6. опазването на вековни и забележителни дървета. | “ |

## Приложения
Към закона има 8 приложения.
- В Приложение № 1 са изброени природните местообитания, включени в Директива 92/43/ЕИО за опазване на естествените местообитания и на дивата флора и фауна, които са установени на територията на страната и подлежащи на опазване чрез включването им в границите на защитени зони от мрежата НАТУРА 2000 (чл. 6, ал. 1, т. 1).
- В Приложение № 2 са изброени видовете растения и животни включени в Директива 92/43/ЕИО, които се срещат на територията на страната. Местообитанията на тези видове подлежат на опазване чрез включването им в границите на защитени зони от мрежата НАТУРА 2000 (чл. 6, ал. 1, т. 2).
  - Приложение № 2a включва видове, за опазването на чиито местообитания, се създават защитени територии по смисъла на Закона за защитените територии (чл. 35a).
- В Приложение № 3 са изброени видовете животни и растения, защитени на територията на страната (чл. 37). Това е приложението от закона, което най-често се цитира в този сайт. Съгласно чл. 40 от закона, за растителните видове от Приложение № 3 се забранява „брането, събирането, отрязването, изкореняването или друг начин на унищожаване на екземпляри в техните естествени области на разпространение“, както и „притежаването, пренасянето, превозването, изнасянето зад граница, търговията и предлагането за продажба или размяна на взети от природата екземпляри“. Тези забрани се отнасят за „всички жизнени стадии от развитието на растенията“. Съгласно член 125 от ЗБР, унищожаването на видовете от Приложение № 3 на закона се наказва с глоба от 100 до 5000 лв. за физически лица и от 500 до 10000 лв. за юридически лица и еднолични търговци.
- В Приложение № 4 са включени видове диви животни и растения, които са под режим на опазване и регулирано ползване (чл. 41, ал. 1).
  - В Приложение № 4а са включени видове, за които не се отнасят забраните на чл. 38, ал. 1, т. 7, когато тези екземпляри са придобити законно на територията на страна членка на Европейския съюз (чл. 41а).
- В Приложение № 5 са изброени забранените уреди, методи и средства за улавяне и убиване на животни (чл. 44, ал. 1).
- В Приложение № 6 са изброени видове птици, които са ловни видове (чл. 47, ал. 2).